# Istituto tecnico economico Cesare Battisti
L'istituto Tecnico Economico "Cesare Battisti" è una scuola superiore di Bolzano.

## Storia

### L'istituto nell'impero austroungarico

#### Inaugurazione dell'Istituto
L'istituzione della scuola reale inferiore fu chiesta dal Municipio di Bolzano al governo imperiale nel 1874.
L'Istituto Tecnico nacque all'interno dell'impero austroungarico con decreto imperiale del 20 gennaio 1875 come Scuola Tecnica Inferiore (Gewerbeschule) con sede in piazza Domenicani. Nel 1875-76 la scuola ospitò 32 allievi e fu diretta dal prof. Giuseppe Hof fino al 1905. Nel 1904 la scuola passò nel nuovo edificio di via Defregger, ora via Leonardo da Vinci, costruito con un forte contributo statale. Si iniziò la scuola nell'autunno del 1919 e la frequentarono sei alunni. Molti vi erano iscritti, ma la disertarono per varie ragioni. Inizialmente vi fu solo una scuola ginnasiale, successivamente, venne istituita una Scuola Tecnica privata accanto. 

### Istituzione del corso superiore
Nel 1902 nella Scuola Tecnica, oltre a quello inferiore, venne istituito un corso superiore.
Ricevette così la denominazione di Ginnasio Riformato di tipo B, ovvero Regio Liceo Riformato (Reform-Realgymnasium).

### L'Istituto nel Regno d'Italia
Con l'annessione del Sudtirolo all'Italia nel 1919, il Regio Liceo Riformato cessò di esistere. 
La riforma Gentile, nel 1923, istituì al suo posto il Regio Istituto Tecnico Commerciale in lingua italiana. Il 4 maggio dello stesso anno l'istituto fu intitolato a Cesare Battisti e al corso italiano si aggiunse quello in lingua tedesca.
Nel 1926 vennero eliminati i corsi in lingua tedesca.

### Inaugurazione del busto di Cesare Battisti
Il 27 febbraio 1932 fu inaugurato il busto di Cesare Battisti donato dalla Legione dei volontari trentini, alla presenza di Giovanni Battista Marziali, del cav. uff. Vito Radina, del vice segretario federale del PNF prof. Silvio Segalla, del presidente del Tribunale comm. Giacomelli e del questore comm. Magalli.  La legione dei volontari trentini era rappresentata dall'ing. Guido Dorna e dal prof. Camillo Cristofolini.
Frequenti per gli studenti i viaggi a Trento per rendere omaggio alla tomba di Cesare Battisti; il 5 marzo 1932 vi si recarono le allieve e il 13 marzo gli allievi.

### Nuovo edificio
La nuova sede venne inaugurata il 31 ottobre 1937.
Il nuovo istituto è un imponente fabbricato sito in via Cadorna, che misura un volume di 44.000 metri cubi. 
Il costo dell'opera finita superò di poco i cinque milioni di lire, spesa di acquisto del terreno compresa.
L'edificio è stato eseguito su progetto dell'Ufficio tecnico provinciale in base a criteri moderni di praticità e igiene.
La scuola ha la facciata principale su viale Cadorna ed è formata da un corpo centrale sopraelevato, fiancheggiato dai corpi della fronte principale (80 m) alle estremità della quale si innestano le due ali laterali (40 m).
Vi è un capace ricovero antigas ed antibomba, ricavato sotto la palestra di ginnastica.

### Dal dopo guerra ad oggi
L’edificio venne in più occasioni ampliato: nel 1953 venne aggiunta l’ala sinistra per ospitare l’Istituto per Geometri e nel 1958 l’ala destra per ospitare l’Istituto Tecnico Commerciale in lingua tedesca “Heinrich Kunter” (Handelsoberschule Heinrich Kunter).
Negli anni Settanta venne sopraelevato di un piano.
Nell’anno scolastico 1975/76 la sezione Geometri venne separata e costituita in Istituto autonomo.
Nell’anno scolastico 2010/11, per effetto della riforma scolastica, l’Istituto assunse la denominazione di Istituto Tecnico Economico “Cesare Battisti”.

## La biblioteca
Tra il 1925 e il 1926 la biblioteca degli alunni e quella dei professori erano divise. 
La biblioteca dei professori conteneva 1691 opere (2221 volumi) per istituti tedeschi, provenienti dalla biblioteca del cessato R. Liceo-Ginnasio-Riformato di Bolzano e di 1220 opere (1351 volumi) acquistate direttamente da questo Istituto Tecnico o donate dal Ministero dell'istruzione.
La biblioteca degli alunni conteneva 2152 opere (2265 volumi), 1230 libri provenienti dal cessato Liceo-Ginnasio-Riformato (di cui 980 in lingua tedesca) e dei restati 923, 278 furono comprati o ricevuti in dono nel corso di quest'anno scolastico.

## Architettura
L'attuale edificio fu costruito, su progetto del 1933 dell'ingegner Guido Dorna, su un terreno di forma approssimativamente rettangolare situato in via Cadorna. La facciata principale, orientata verso sud-est, si presentava su due piani con un ampio settore centrale strutturato invece su tre livelli. Alle estremità si congiungevano due ali laterali, sempre su due piani. Negli anni Settanta le due ali laterali vennero sopraelevate di un piano. L'istituto era dotato di tre ingressi: quello principale, situato nella facciata centrale e due entrate secondarie alle estremità dei corpi laterali. Nel 1953 e 1958, rispettivamente l'ala sinistra e l'ala destra furono ampliate per ospitare altri due istituti.
Il pianoterra rialzato ospitava la biblioteca, sei aule e una sala conferenze. Il primo piano era composto dalla stanza di ricreazione per le alunne e l'archivio, e tutt'oggi sono qui ancora presenti undici aule, la presidenza e la segreteria. Al secondo piano troviamo oggi aule e laboratori di fisica, chimica e biologia, mentre in origine erano sistemate le aule delle materie inerenti ai vari indirizzi. Al terzo piano vi erano due aule, il gabinetto di costruzioni e topografia, più le ampie terrazze per le lezioni all'aperto e ricreazione. Oggi invece il terzo piano è dotato di aule e laboratori di informatica. 
Le dimensioni delle aule normali sono di regola da 6 a 7 metri di profondità e da 7,50 a 9,50 di lunghezza. Le finestre di ogni aula occupano quasi l'intera parete favorendo un'ottima luminosità naturale.

## Opere d'arte e di pregio (elenco parziale)
- Testa di Cesare Battisti di Alcide Ticò
- Testa di Cesare Battisti con elmetto di Arrigo Minerbi
- Bassorilievo bronzeo Veni, vidi, vici di Hans Piffrader del 1938, raffigurante un conquistatore dell'Abissinia circondato dalle sigle delle più importanti organizzazioni del regime fascista[12]
- Bassorilievo di Eraldo Fozzer raffigurante un legionario fascista
- Piccolo altorilievo bronzeo vinto in occasione del V Concorso ginnico Regionale scolastico
- Scalinata in marmo